# Chlorochaeta alba
Chlorochaeta alba là một loài bướm đêm trong họ Geometridae.